# Rapisma zayuanum
Rapisma zayuanum is een insect uit de familie Ithonidae, die tot de orde netvleugeligen (Neuroptera) behoort. De soort komt voor in China.